# 巻郵便局
巻郵便局（まきゆうびんきょく）は新潟県新潟市西蒲区にある郵便局。民営化前の分類では集配普通郵便局であった。

## 概要
住所：〒953-8799 新潟県新潟市西蒲区巻甲2806-1
民営化直前の集配業務再編において、多くの集配普通郵便局は統括センターとなったが、当局は配達センターとされたため、民営化後も郵便事業株式会社の支店は併設されず、集配センターが併設された。

## 沿革
- 1872年8月4日（明治5年7月1日） - 巻郵便取扱所として開設[1]。
- 1875年（明治8年）1月1日 - 巻郵便局（五等）となる。
- 1880年（明治13年）1月16日 - 為替取扱を開始。
- 1881年（明治14年） - 貯金取扱を開始。
- 1892年（明治25年）3月16日 - 巻郵便電信局となる。
- 1903年（明治36年）4月1日 - 通信官署官制の施行に伴い巻郵便局となる。
- 1954年（昭和29年）12月11日 - 電気通信業務を巻電報電話局に移管[2]。同日、電話通話事務の取扱を開始[3]。
- 1956年（昭和31年）10月1日] - 和文電報受付事務の取扱を開始。
- 1968年（昭和43年）8月1日 - 特定郵便局から普通郵便局に局種別改定するとともに、漆山郵便局から集配業務を移管。
- 1987年（昭和62年）3月31日 - 浦浜郵便局の廃止に伴い、取扱事務を承継。
- 1999年（平成11年） - 外国通貨の両替および旅行小切手の売買に関する業務取扱を開始。
- 2006年（平成18年）9月25日 - 岩室郵便局から「953-01xx」区域の集配業務を移管[4]。
- 2007年（平成19年）10月1日 - 民営化に伴い、併設された郵便事業燕支店巻集配センターに一部業務を移管。
- 2012年（平成24年）10月1日 - 日本郵便株式会社発足に伴い、郵便事業燕支店巻集配センターを巻郵便局に統合。

## 取扱内容
- 郵便、印紙、ゆうパック、内容証明
- 貯金、為替、振替、振込、国際送金、外貨両替、国債、投資信託
- 生命保険、バイク自賠責保険、自動車保険、がん保険、引受条件緩和型医療保険
- ゆうちょ銀行ATM
- 「953-00xx」「953-01xx」区域（新潟市西蒲区（巻地区、岩室地区））の集配業務

## 周辺
- 新潟市西蒲区役所
- 新潟県立巻高等学校
- 新潟県立西蒲高等特別支援学校
- 新潟市巻郷土資料館
- 国道116号
- 国道460号

## アクセス
- JR越後線 巻駅から北へ約700m（徒歩約8分）
- 新潟交通観光バス 巻郷土資料館前停留所下車
- 北陸自動車道 巻潟東ICから北西へ約5.5km
- 駐車場あり：15台